# Вилхелм Кюхелбекер
Вилхѐлм Ка̀рлович фон Кюхелбѐкер (на руски: Вильге́льм Ка́рлович фон Кюхельбе́кер) е руски поет и революционер.
Роден е на 21 юни (10 юни стар стил) 1797 година в Санкт Петербург в семейството на германски благородник, дошъл в Русия на служба при императрица Екатерина II. През 1811 година постъпва в новооткрития Царскоселски лицей, където негови съученици са Александър Пушкин, Александър Горчаков и Антон Делвиг. По това време започва да публикува стихове. През 1817 година завършва лицея и няколко години работи в различни държавни служби. През 1825 година участва в Декабристкото въстание, лежи в затвора, а през 1835 година е изпратен на заточение в Иркутска, а след това в Тоболска губерния.
Вилхем Кюхелбекер умира от туберкулоза на 23 август (11 август стар стил) 1846 година в Тоболск.